# Outlaws (televisieserie uit 1986)
Outlaws is een Amerikaanse sciencefiction/westernserie die door CBS uitgezonden werd van december 1986 tot mei 1987. De serie gebruikte een mix van drie verschillende genres: tijdreizen, westerns en een detectiveserie. De twee uur durende pilotfilm scoorde hoge kijkcijfers, maar met de elf reguliere afleveringen die op zaterdagavond uitgezonden werden, ging het minder goed. De serie werd in mei 1987 stopgezet.

## Verhaal
In 1899 probeert sheriff Johathan Grail in Houston (Texas) de vierkoppige Pike-bende, waarvan hij ooit lid is geweest, in te rekenen. Nadat hij de bende in het nauw heeft gedreven op een begraafplaats voor indianen, treft een bliksemschicht de vijf mannen waardoor ze getransporteerd worden naar het jaar 1986. Omdat ze niet terug kunnen naar 1899, besluiten ze om samen te werken en een eigen detectivebureau op te richten om hun rekeningen te betalen.
Met hun "Double Eagle Detection Agency" helpen ze onrecht te herstellen, beschermen ze de onderdrukten en vechten ze tegen drugsbaronnen en bendeleiders, terwijl ze gebruik blijven maken van hun 19e-eeuwse wapens zoals revolvers en geweren. Tijdens hun eerste zaak ontmoeten ze Maggie Randall, een rechercheur uit Houston, die een relatie krijgt met Grail en hen vaak helpt met hun zaken.
Hoewel de serie schietpartijen bevatte, schoten de protagonisten dankzij hun superieure schietvaardigheid nooit iemand dood. Daarnaast waren er ook humoristische momenten, die voornamelijk voortkwamen uit de onbekendheid  van de vijf mannen met de technologie van de 20e eeuw en uit het contrast tussen hun 19e-eeuwse gewoonten en die van de 20e eeuw. De meeste afleveringen bevatten flashbacks, die in sepiatinten waren weergegeven.

## Rolverdeling
| Acteur            | Personage              |
| ----------------- | ---------------------- |
| Rod Taylor        | Sheriff Jonathan Grail |
| William Lucking   | Harland Pike           |
| Patrick Houser    | Billy Pike, Jr.        |
| Charles Napier    | Wolfson "Wolf" Lucas   |
| Richard Roundtree | Isaiah "Ice" McAdams   |
| Christina Belford | Lt. Maggie Randall     |

## Afleveringen
| Nr. | Titel aflevering          | Uitzenddatum VS  |
| --- | ------------------------- | ---------------- |
| 1   | Outlaws (pilotaflevering) | 28 december 1986 |
| 2   | Outlaws (pilotaflevering) | 28 december 1986 |
| 3   | Tintype                   | 3 januari 1987   |
| 4   | Primer                    | 10 januari 1987  |
| 5   | Orleans                   | 17 januari 1987  |
| 6   | Hymn                      | 31 januari 1987  |
| 7   | Madrid                    | 7 februari 1987  |
| 8   | Potboiler                 | 28 februari 1987 |
| 9   | Pursued                   | 7 maart 1987     |
| 10  | Independents              | 21 maart 1987    |
| 11  | Hardcase                  | 28 maart 1987    |
| 12  | Jackpot                   | 4 april 1987     |
| 13  | Birthday                  | 2 mei 1987       |